# Campeonato Mundial de Atletismo de 2005
Campeonato Mundial de Atletismo de 2005 foi a 10ª edição do campeonato mundial bienal do esporte, realizado entre 6 e 14 de agosto na cidade de  Helsinque, capital da Finlândia, a segunda vez que a cidade sediou o evento do qual foi a anfitriã da edição inaugural em 1983. As competições foram disputadas no Estádio Olímpico de Helsinque. Participaram 1891 atletas de 196 nações, 43 a mais do que a primeira edição 22 anos antes. A cidade conquistou o direito de sediar o evento após a desistência de Londres, a primeira escolhida, que abriu mão posteriormente por causa dos altos custos envolvidos – um novo estádio teria que ser construído. A Federação de Atletismo do Reino Unido, UK Athletics, sugeriu que o evento fosse transferido para a cidade de Sheffield, o que foi recusado pela IAAF. Com isso, novo processo de escolha foi aberto e Helsinque, considerada azarão, saiu vitoriosa na disputa com Roma, Moscou, Roma, Budapeste e Bruxelas.
Esta edição viu a introdução dos 3000 metros com obstáculos femininos, a única prova masculina ainda sem correspondente no feminino. Disputada quase todo o tempo sob fortes chuvas, a edição viu a quebra de dois recorde mundiais – um deles de Yelena Isinbayeva, que ganhava ali o primeiro de seus três títulos mundiais no salto com vara – e quatro do campeonato. A festa de abertura do torneio, também sob chuva, teve a apresentação das bandas de rock de metal sinfônico finlandesas Apocalyptica e Nightwish..
A IAAF – Federação Internacional de Atletismo, realizou nesta edição o maior teste de controle de dopagem da história da competição, com 705 atletas submetidos a 884 testes. Dois atletas não medalhados, um indiano e um ucraniano, testaram positivo para pemolina e o esteróide dromostanolona e foram suspensos. Em 2013, porém, as amostras guardadas desta edição foram submetidas a testas tecnologicamente mais apurados de detecção de doping e três campeões mundiais e dois medalhas de prata em Helsinque – todos russos e bielorrussos – fora desqualificados e tiveram suas medalhas cassadas.

## Local
As provas foram disputadas no Estádio Olímpico de Helsinque (Helsingin olympiastadion) – palco também da largada e da chegada da maratona e da marcha atlética – o mesmo usado nos Jogos de Helsinque 1952. Construído nos anos 30, foi completamente remodelado entre 1990 e 1994 e novamente modernizado quando sediou o campeonato pela segunda vez em 2005. Com capacidade para 42.000 espectadores, tem como característica icônica uma torre-observatório de 72,71 m  de altura, a marca exata da distância com que o finlandês Matti Järvinen ganhou a medalha de ouro no lançamento de dardo em Los Angeles 1932, época em que o estádio estava sendo construído.

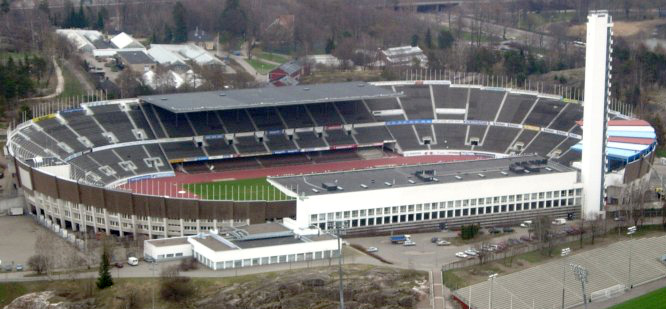
O estádio em 2005, com sua emblemática torre de 72 m de altura.

## Recordes
Dois recordes mundiais e quatro novos recordes do campeonato foram estabelecidos.
| Recorde               | Modalidade           | Atleta            | País        | Marca   | Anterior                    |
| Recorde mundial       | salto com vara       | Yelena Isinbayeva | Rússia      | 5,01 m  | 5,00 m (2005)               |
| Recorde mundial       | lançamento de dardo  | Osleidys Menéndez | Cuba        | 71,70 m | 71,54 m (2001)              |
| Recorde do campeonato | lançamento de disco  | Virgilijus Alekna | Lituânia    | 70,17 m | 69,72 m – Edmonton 2001     |
| Recorde do campeonato | 5000 m               | Tirunesh Dibaba   | Etiópia     | 14:38.5 | 14:41.8 – Sevilha 1999      |
| Recorde do campeonato | maratona             | Paula Radcliffe   | Reino Unido | 2:20:57 | 2:23:55 – Paris 2003        |
| Recorde do campeonato | 3000 m c/ obstáculos | Dorcus Inzikuru   | Uganda      | 9:18.24 | disputado pela primeira vez |

## Quadro de medalhas
| Posição | País                  | Ouro | Prata | Bronze | Total |
| 1       | Estados Unidos        | 14   | 8     | 3      | 25    |
| 2       | Rússia                | 7    | 7     | 4      | 18    |
| 3       | Etiópia               | 3    | 4     | 2      | 9     |
| 4       | Cuba                  | 3    | 3     | 1      | 7     |
| 5       | França                | 2    | 2     | 4      | 8     |
| 6       | Suécia                | 2    |       | 1      | 3     |
| 7       | Bahrein               | 2    |       |        | 2     |
| 8       | Jamaica               | 1    | 5     | 2      | 8     |
| 9       | Quênia                | 1    | 2     | 4      | 7     |
| 10      | Marrocos              | 1    | 2     |        | 3     |
| 11      | Alemanha              | 1    | 1     | 5      | 7     |
| 12      | Bielorrússia          | 1    | 1     | 1      | 3     |
| 13      | Bahamas               | 1    | 1     |        | 2     |
| 13      | Estônia               | 1    | 1     |        | 2     |
| 13      | Países Baixos         | 1    | 1     |        | 2     |
| 16      | Grã-Bretanha          | 1    |       | 2      | 3     |
| 17      | Equador               | 1    |       |        | 1     |
| 17      | Lituânia              | 1    |       |        | 1     |
| 17      | Qatar                 | 1    |       |        | 1     |
| 17      | Ucrânia               | 1    |       |        | 1     |
| 17      | Uganda                | 1    |       |        | 1     |
| 22      | Polônia               |      | 2     |        | 2     |
| 23      | República Tcheca      |      | 1     | 2      | 3     |
| 24      | Espanha               |      | 1     | 1      | 2     |
| 24      | Gana                  |      | 1     | 1      | 2     |
| 26      | China                 |      | 1     |        | 1     |
| 26      | Nova Zelândia         |      | 1     |        | 1     |
| 26      | Noruega               |      | 1     |        | 1     |
| 26      | Tanzânia              |      | 1     |        | 1     |
| 26      | Trinidad e Tobago     |      | 1     |        | 1     |
| 31      | Japão                 |      |       | 2      | 2     |
| 31      | Portugal              |      |       | 2      | 2     |
| 31      | Roménia               |      |       | 2      | 2     |
| 34      | Austrália             |      |       | 1      | 1     |
| 34      | Canadá                |      |       | 1      | 1     |
| 34      | Finlândia             |      |       | 1      | 1     |
| 34      | Hungria               |      |       | 1      | 1     |
| 34      | Itália                |      |       | 1      | 1     |
| 34      | México                |      |       | 1      | 1     |
| 34      | São Cristóvão e Neves |      |       | 1      | 1     |

## Medalhistas

### Masculino
| Evento                             | Ouro                                                                             | Ouro     | Prata                                                                       | Prata    | Bronze                                                                                   | Bronze   |
| 100 m detalhes                     | Justin Gatlin · Estados Unidos                                                   | 9.88     | Michael Frater · Jamaica                                                    | 10.05    | Kim Collins · São Cristóvão e Neves                                                      | 10.05    |
| 200 m detalhes                     | Justin Gatlin · Estados Unidos                                                   | 20.04    | Wallace Spearmon · Estados Unidos                                           | 20.20    | John Capel · Estados Unidos                                                              | 20.31    |
| 400 m detalhes                     | Jeremy Wariner · Estados Unidos                                                  | 43.93    | Andrew Rock · Estados Unidos                                                | 44.35    | Tyler Christopher · Canadá                                                               | 44.44    |
| 800 m detalhes                     | Rashid Ramzi · Bahrein                                                           | 1:44.24  | Yuriy Borzakovskiy · Rússia                                                 | 1:44.51  | William Yiampoy · Quênia                                                                 | 1:44.55  |
| 1500 m detalhes                    | Rashid Ramzi · Bahrein                                                           | 3:37.88  | Adil Kaouch · Marrocos                                                      | 3:38.00  | Rui Silva · Portugal                                                                     | 3:38.02  |
| 5000 m detalhes                    | Benjamin Limo · Quênia                                                           | 13:32.55 | Sileshi Sihine · Etiópia                                                    | 13:32.81 | Craig Mottram · Austrália                                                                | 13:32.96 |
| 10000 m detalhes                   | Kenenisa Bekele · Etiópia                                                        | 27:08.33 | Sileshi Sihine · Etiópia                                                    | 27:08.87 | Moses Mosop · Quênia                                                                     | 27:08.96 |
| Maratona detalhes                  | Jaouad Gharib · Marrocos                                                         | 2:10:10  | Christopher Isengwe · Tanzânia                                              | 2:10:21  | Tsuyoshi Ogata · Japão                                                                   | 2:11:16  |
| 110 m c/ barreiras detalhes        | Ladji Doucouré · França                                                          | 13.07    | Liu Xiang · China                                                           | 13.08    | Allen Johnson · Estados Unidos                                                           | 13.10    |
| 400 m c/ barreiras detalhes        | Bershawn Jackson · Estados Unidos                                                | 47.30    | James Carter · Estados Unidos                                               | 47.43    | Dai Tamesue · Japão                                                                      | 48.10    |
| 3000 m c/ obstáculos detalhes      | Saif Saaeed Shaheen Qatar                                                        | 8:13.31  | Ezekiel Kemboi · Quênia                                                     | 8:14.95  | Brimin Kipruto · Quênia                                                                  | 8:15.30  |
| marcha 20 km detalhes              | Jefferson Pérez · Equador                                                        | 1:18:35  | Paquillo Fernández · Espanha                                                | 1:19:36  | Juan Manuel Molina · Espanha                                                             | 1:19:44  |
| marcha 50 km detalhes              | Sergey Kirdyapkin · Rússia                                                       | 3:38:08  | Aleksey Voyevodin · Rússia                                                  | 3:41:25  | Alex Schwazer · Itália                                                                   | 3:41:54  |
| 4x100 m detalhes                   | França · Ladji Doucouré · Ronald Pognon · Eddy De Lépine · Lueyi Dovy            | 38.08    | Trinidad e Tobago · Kevon Pierre · Marc Burns · Jacey Harper · Darrel Brown | 38.10    | Grã-Bretanha · Jason Gardener · Marlon Devonish · Christian Malcolm · Mark Lewis-Francis | 38.27    |
| 4x400 m detalhes                   | Estados Unidos · Andrew Rock · Derrick Brew · Darold Williamson · Jeremy Wariner | 2:56.91  | Bahamas · Nathaniel McKinney · Avard Moncur · Andrae Williams · Chris Brown | 2:57.32  | Jamaica · Sanjay Ayre · Brandon Simpson · Lansford Spence · Davian Clarke                | 2:58.07  |
| Salto em distância detalhes        | Dwight Phillips · Estados Unidos                                                 | 8,60 m   | Ignisious Gaisah · Gana                                                     | 8,34 m   | Tommi Evilä · Finlândia                                                                  | 8,25 m   |
| Salto triplo detalhes              | Walter Davis · Estados Unidos                                                    | 17,57 m  | Yoandri Betanzos · Cuba                                                     | 17,42 m  | Marian Oprea Romênia                                                                     | 17,40 m  |
| Salto em altura detalhes           | Yuriy Krymarenko · Ucrânia                                                       | 2,32 m   | Víctor Moya · CubaYaroslav Rybakov · Rússia                                 | 2,29 m   | –                                                                                        |          |
| Salto com vara detalhes            | Rens Blom · Países Baixos                                                        | 5,80 m   | Brad Walker · Estados Unidos                                                | 5,75 m   | Pavel Gerasimov · Rússia                                                                 | 5,65 m   |
| Arremesso de peso detalhes         | Adam Nelson · Estados Unidos                                                     | 21,73 m  | Rutger Smith · Países Baixos                                                | 21,29 m  | Ralf Bartels · Alemanha                                                                  | 20,99 m  |
| Lançamento de disco detalhes       | Virgilijus Alekna · Lituânia                                                     | 70,17 m  | Gerd Kanter Estônia                                                         | 68,57 m  | Michael Möllenbeck · Alemanha                                                            | 65,95 m  |
| Lançamento de martelo (1) detalhes | Vadim Devyatovskiy · Bielorrússia                                                | 82,60 m  | Szymon Ziółkowski Polônia                                                   | 79,35 m  | Markus Esser · Japão                                                                     | 79,16 m  |
| Lançamento de dardo detalhes       | Andrus Värnik Estônia                                                            | 87,17 m  | Andreas Thorkildsen                                                         | 86,16 m  | Sergey Makarov · Rússia                                                                  | 83,54 m  |
| Decatlo detalhes                   | Bryan Clay · Estados Unidos                                                      | 8732 pts | Roman Šebrle República Tcheca                                               | 8521 pts | Attila Zsivoczky · Hungria                                                               | 8385 pts |

 (1)  -  Originalmente o bielorrusso Ivan Tsikhan conquistou o ouro com um lançamento de 83,89 m. Em 2013, entretanto, ele foi desqualificado e suspenso e as medalhas realocadas após novos testes das amostras de Helsinque oito anos antes.

### Feminino
| Evento                             | Ouro                                                                                    | Ouro     | Prata                                                                            | Prata    | Bronze                                                                                      | Bronze   |
| 100 m detalhes                     | Lauryn Williams · Estados Unidos                                                        | 10.93    | Veronica Campbell · Jamaica                                                      | 10.95    | Christine Arron · França                                                                    | 10.98    |
| 200 m detalhes                     | Allyson Felix · Estados Unidos                                                          | 22.16    | Rachelle Boone-Smith · Estados Unidos                                            | 20.20    | Christine Arron · França                                                                    | 22.31    |
| 400 m detalhes                     | Tonique Williams-Darling · Bahamas                                                      | 49.55    | Sanya Richards · Estados Unidos                                                  | 49.74    | Ana Guevara · Canadá                                                                        | 49.81    |
| 800 m detalhes                     | Zulia Calatayud · Cuba                                                                  | 1:58.82  | Hasna Benhassi · Marrocos                                                        | 1:59.42  | Tatyana Andrianova · Rússia                                                                 | 1:59.60  |
| 1500 m detalhes                    | Tatyana Tomashova · Rússia                                                              | 4:00.35  | Olga Yegorova · Rússia                                                           | 4:01.46  | Bouchra Ghezielle · França                                                                  | 4:02.45  |
| 5000 m detalhes                    | Tirunesh Dibaba · Etiópia                                                               | 14:38.59 | Meseret Defar · Etiópia                                                          | 14:39.54 | Ejegayehu Dibaba · Etiópia                                                                  | 14:42.47 |
| 10000 m detalhes                   | Tirunesh Dibaba · Etiópia                                                               | 30:24.02 | Berhane Adere · Etiópia                                                          | 30:25.41 | Ejegayehu Dibaba · Etiópia                                                                  | 30:26.00 |
| Maratona detalhes                  | Paula Radcliffe · Grã-Bretanha                                                          | 2:20:57  | Catherine Ndereba · Tanzânia                                                     | 2:22:01  | Constantina Tomescu Romênia                                                                 | 2:23:19  |
| 100 m c/ barreiras detalhes        | Michelle Perry · Estados Unidos                                                         | 12.66    | Delloreen Ennis-London · Jamaica                                                 | 12.76    | Brigitte Foster-Hylton · Jamaica                                                            | 12.76    |
| 400 m c/ barreiras detalhes        | Yuliya Pechonkina · Rússia                                                              | 52.90    | Lashinda Demus · Estados Unidos                                                  | 53.27    | Sandra Glover · Estados Unidos                                                              | 53.32    |
| 3000 m c/ obstáculos detalhes      | Dorcus Inzikuru · Uganda                                                                | 9:18.24  | Yekaterina Volkova · Rússia                                                      | 9:20.49  | Jeruto Kiptum · Quênia                                                                      | 9:26.95  |
| marcha 20 km detalhes              | Olimpiada Ivanova · Rússia                                                              | 1:25:41  | Ryta Turava · Bielorrússia                                                       | 1:27:05  | Susana Feitor · Portugal                                                                    | 1:28:44  |
| 4x100 m detalhes                   | Estados Unidos · Angela Daigle · Muna Lee · Me'Lisa Barber] · Lauryn Williams           | 41.78    | Jamaica · Daniele Browning · Sherone Simpson · Aleen Bailey · Veronica Campbell  | 41.99    | Bielorrússia · Yulia Nestsiarenka · Natalya Sologub · Alena Nevmerzhitskaya · Oksana Dragun | 42.56    |
| 4x400 m detalhes                   | Rússia · Yuliya Pechonkina · Olesya Krasnomovets · Natalya Antyukh · Svetlana Pospelova | 3:20.95  | Jamaica · Shericka Williams · Novlene Williams · Ronetta Smith · Lorraine Fenton | 3:23.29  | Grã-Bretanha · Lee McConnell · Donna Fraser · Nicola Sanders · Christine Ohuruogu           | 3:24.44  |
| Salto em distância (1) detalhes    | Tianna Madison · Estados Unidos                                                         | 6,89 m   | Eunice Barber · França                                                           | 6,76 m   | Yargelis Savigne · Cuba                                                                     | 6,69 m   |
| Salto triplo detalhes              | Trecia Smith · Jamaica                                                                  | 15,11 m  | Yargelis Savigne · Cuba                                                          | 14,82 m  | Anna Pyatykh · Rússia                                                                       | 14,78 m  |
| Salto em altura detalhes           | Kajsa Bergqvist · Suécia                                                                | 2,02 m   | Chaunte Howard · Estados Unidos                                                  | 2,00 m   | Emma Green · Suécia                                                                         | 1,96 m   |
| Salto com vara detalhes            | Yelena Isinbayeva · Rússia                                                              | 5,01 m   | Monika Pyrek Polônia                                                             | 4,60 m   | Pavla Hamáčková República Tcheca                                                            | 4,50 m   |
| Arremesso de peso (2) detalhes     | Olga Ryabinkina · Rússia                                                                | 19,64 m  | Valerie Vili · Nova Zelândia                                                     | 19,62 m  | Nadine Kleinert · Alemanha                                                                  | 19,07 m  |
| Lançamento de disco (2) detalhes   | Franka Dietzsch · Alemanha                                                              | 66,56 m  | Natalya Sadova · Rússia                                                          | 64,33 m  | Věra Pospíšilová-Cechlová República Tcheca                                                  | 63,19 m  |
| Lançamento de martelo (3) detalhes | Yipsi Moreno · Cuba                                                                     | 73,08 m  | Tatyana Lysenko · Rússia                                                         | 72,46 m  | Manuela Montebrun · França                                                                  | 71,41 m  |
| Lançamento de dardo detalhes       | Osleidys Menéndez · Cuba                                                                | 71,70 m  | Christina Obergföll · Alemanha                                                   | 70,03 m  | Steffi Nerius · Alemanha                                                                    | 65,96 m  |
| Heptatlo detalhes                  | Carolina Klüft · Suécia                                                                 | 6887 pts | Eunice Barber · França                                                           | 6824 pts | Margaret Simpson · Gana                                                                     | 6375 pts |

 (1)  -  A russa  Tatyana Kotova conquistou originalmente a prata com um salto de 6.79 m; em 2013, entretanto, ela foi desqualificada por doping, suspensa e as medalhas realocadas após novos testes das amostras de Helsinque oito anos antes.

 (2)  -   A bielorrussa Nadzeya Ostapchuk venceu originalmente a prova com 20,51 m; em 2013, entretanto, ela foi desqualificada e banida e as medalhas realocadas após novos testes das amostras de Helsinque oito anos antes. Ela também perdeu a medalha de ouro que havia ganho nos Jogos de Londres 2012.

 (3)  - Originalmente a russa Olga Kuzenkova conquistou o ouro com um lançamento de 75,10 m. Em 2013, entretanto, ela foi desqualificada e suspensa e as medalhas realocadas após novos testes de doping das amostras de Helsinque oito anos antes.

## Galeria

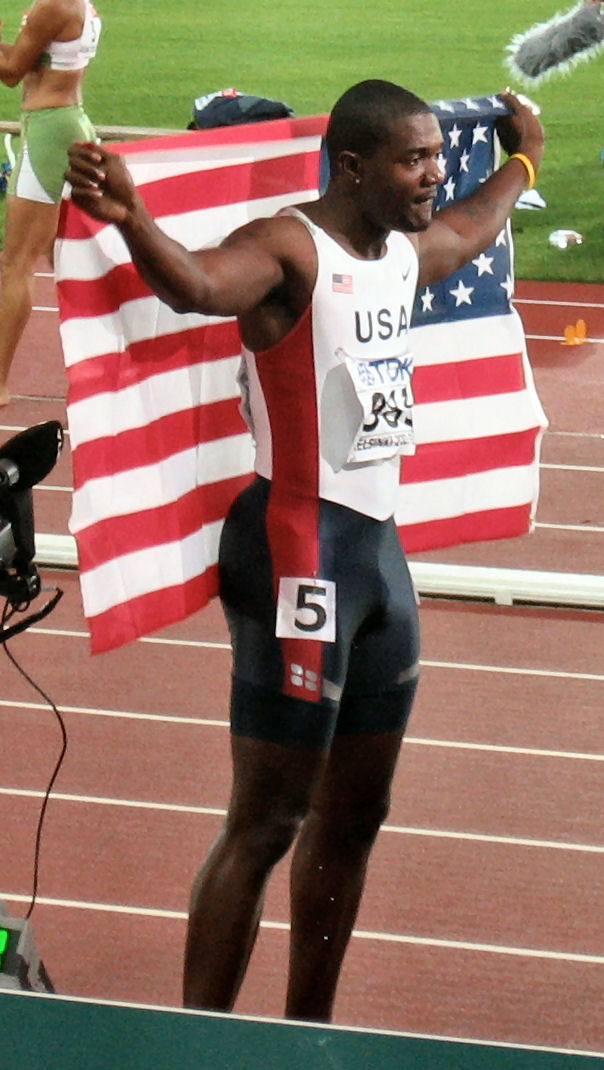
Justin Gatlin comemora a vitória nos 100 m rasos.
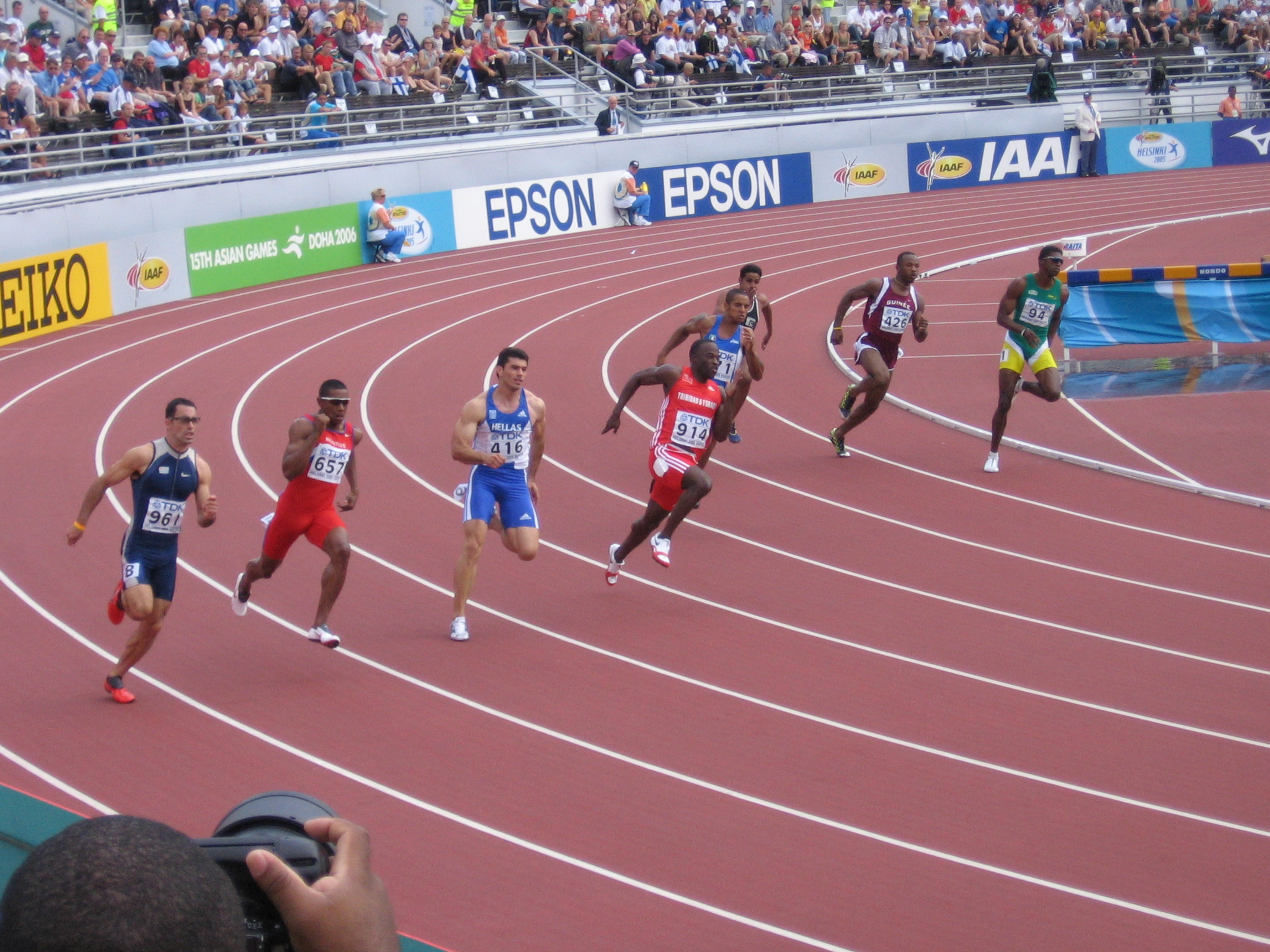
Bateria dos 200 m rasos; à direita o brasileiro André Domingos.
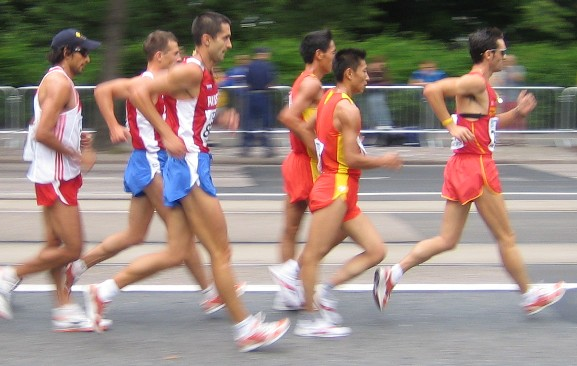
A marcha de 20 km pelas ruas de Helsinque.
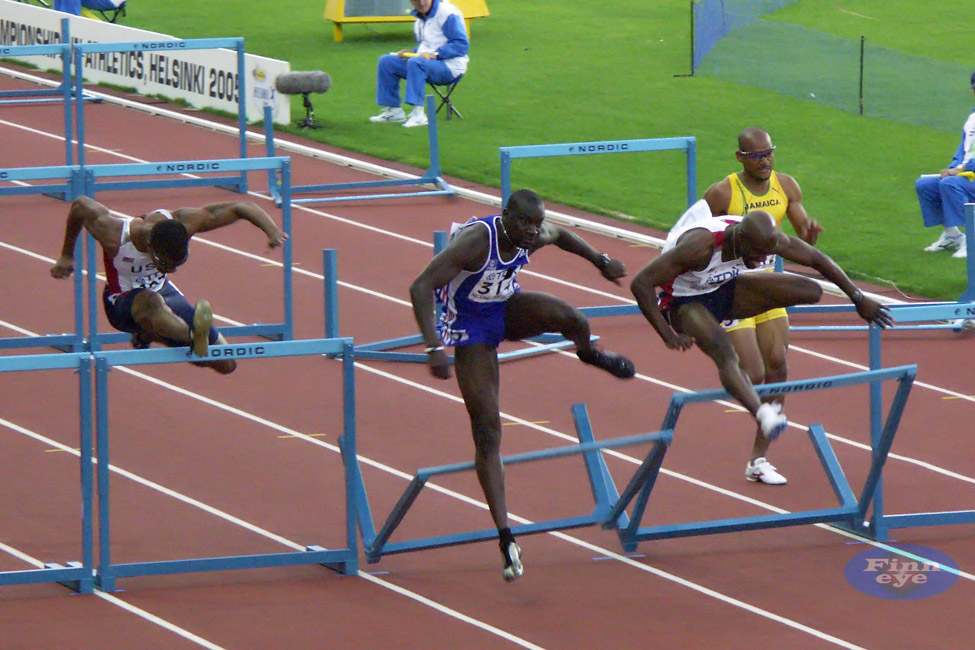
Allen Johnson, dos EUA, medalha de bronze nos 110 m c/ barreiras, lidera uma das eliminatórias.